# Almindelig lungemos
Almindelig lungemos (Marchantia polymorpha subsp. ruderalis) er vel den mest kendte blandt levermosserne, for den findes ofte oven på pottede og kunstvandede kulturer i gartnerier og planteskoler. Det tætte og læderagtige thallus kan dække kulturplanternes jord fuldstændigt og derved hindre en effektiv vanding af dem. Derfor betragtes planten som ukrudt mange steder.

## Beskrivelse
Almindelig lungemos består af et thallus, der kryber tæt langs jorden. Dette stængelløse ”blad” har en tydelig midterribbe og nogle grove indskæringer i den ellers helrandede kant. Begge sider er mørkegrønne og fint hårklædte, men undersiden er desuden dækket af mere eller mindre grove skæl.
På oversiden af thallus dannes nogle formeringsbægre, hvor der vokser bittesmå kloninger (ynglelegemer) frem, som bliver spredt, når regndråberne rammer bægeret. alm. lungemos er tvebo og har altså enten udelukkende hunlige eller hanlige formeringsorganer. Fra oversiden af thallus vokser nogle stængelagtige stilke op. De hanlige stande består af en 6-10 lappet skive, mens de hunlige ender i en paraply-lignende stand, opslidset i stjerneform med 9-11 stråler. Herfra dannes efter befrugtning sporehuse, der indeholder op mod 7 millioner sporer, som er plantens generative formeringsdel.
Planten har ikke egentlige rødder, men i stedet rhizoider (rodlignende trævler), der er boret ned i jorden under planten, og i deres udvikling er relateret til karplanters rodhår.
Højde x bredde og årlig tilvækst: 0,10 x 0,02 m (0,1 x 0,02 cm/år).

## Hjemsted
Almindelig lungemos forekommer overalt på kloden: lige fra troperne til de arktiske egne. Den er ikke knyttet til bestemte jordbunds- eller lysforhold, men den vokser kun, hvor der er vedvarende fugtigt i jorden.
Arten optræder ofte som pionerplante, og efter vulkanudbruddet på Kasatochi-øen, aleuterne, USA, i 2008 fandtes den allerede året efter blandt de første, som genindtog den nyskabte jord sammen med bl.a. alaskalupin, alm. perlekurv, alm. røllike, Angelica lucida (en art af kvan), bjerganemone, dunet marehalm, Ranunculus occidentalis (en art af ranunkel) og rød svingel

## Indholdsstoffer
En undersøgelse af et udtræk af denne art viste, at den indeholder stoffer, der helt eller delvist kan fjerne problemer med flere skadelige, jordboende svampe.

## Navngivning
Almindelig lungemos er en underart af arten lungemos, der er en meget variabel art og har flere underarter.
Lungemos ses ofte opsplittet i tre arter, hvor Almindelig lungemos kan være benævnt Marchantia latifolia, som for eksempel af den anerkendte danske bryolog Kell Damsholt, og den danske artsportal Naturbasen følger stadig (2022) denne inddeling. The World Flora Online anerkender ikke navnet Marchantia latifolia.
Allerede i 1991 blev det argumenteret for at de tre ”arter” udgør underarter af en og samme art, og denne inddeling er alment accepteret i nyere taksonomier. Underarterne er svære at skelne fra hinanden, men er karakteriseret af hver deres økologiske niche.
I Danmark forekommer følgende to underarter:
- Almindelig lungemos (Marchantia polymorpha subsp. ruderalis Bischl. & Boisselier) (tidligere navn: Marchantia latifolia Gray)
- Moselungemos (Marchantia polymorpha L. subsp. polymorpha) (tidligere navne: Marchantia polymorpha L. og Marchantia aquatica (Nees) Burgeff)

Almindelig lungemos er den almindeligste af disse underarter.
I Sverige findes desuden:
- Bjerg-Lungemos (Marchantia polymorpha subsp. montivagans Bischl. & Boisselier) (tidligere: Marchantia alpestris (Nees) Burgeff)

## Billedsamling
- Nærbillede af thallus
- Underarten ruderalis med formeringsbægre
- Almindelig lungemos i en blomsterkasse (underarten ruderalis)
- Nede i bægrene ses allerede de små, klonede planter
- Underarten montivagans

| Portal | Portal:Botanik |

## Note
1. ↑  Stephen talbot, Sandra Talbot og Lawrence Walker: Kasatochi Island Integrated Research Project Arkiveret 18. oktober 2011 hos  Wayback Machine – en letlæst beretning om udviklingen af flora og fauna efter en naturkatastrofe i Arktis. (engelsk)
2. ↑  Neelam Mewari og Padma Kumar: Evaluation of antifungal potential of Marchantia polymorpha L., Dryopteris filix-mas (L.) Schott and Ephedra foliata Boiss. against phyto fungal pathogens – et abstract af undersøgelsens resultater på (engelsk)
3. ↑  Damsholt, K. (2009) Illustrated Flora of Nordic Liverworts and Hornworts, 2. udg. Nordic Bryological Society, Lund. ISBN 978-91-633-5699-5
4. ↑  Damsholt, K., Goldberg, I. & Øllgaard, H. 2008. Danske og videnskabelige navne på levermosser og hornkapsler i Danmark 2008.
5. ↑  Almindelig Lungemos. Naturbasen. Hentet 18. oktober 2022.
6. ↑  Marchantia L.. The World Flora Online. Hentet 18. oktober 2022.
7. ↑  Bischler-Causse, H., Boisselier-Dubayle, M.C. (1991) Lectotypification of Marchantia polymorpha L.. Journal of Bryology 16: 361-365. doi: 10.1179/jbr.1991.16.3.361
8. ↑  Shimamura, M. (2016) Marchantia polymorpha: Taxonomy, Phylogeny and Morphology of a Model System. Plant and Cell Physiology 57: 230-56. doi: 10.1093/pcp/pcv192.
9. ↑  Stotler, R.E., Crandall-Stotler, B. (2017) A Synopsis of the Liverwort Flora of North America North of Mexico 1, 2. Annals of the Missouri Botanical Garden 102 : 574-709. Missouri Botanical Garden Press.
10. ↑  Linde, A.M., Sawangproh, W., Cronberg, N., Szövényi, P., Lagercrantz, U. (2020) Evolutionary History of the Marchantia polymorpha Complex. Frontiers in Plant Science 11: 829. doi: 10.3389/fpls.2020.00829.